# Chapadão do Céu
Chapadão do Céu es un municipio brasileño del estado de Goiás. Se localiza a una latitud 18º23'34" sur y a una longitud 52º39'57" oeste, estando a una altitud de 725 metros. Su población estimada en 2006 era de 5.338 habitantes. Alberga parte del parque nacional de las Emas.
Posee un área de 2190,7 km².